# Monopole de l'initiative
Le monopole d'initiative est un droit qui a été conféré à la Commission européenne, et qui lui donne mandat et obligation de faire des propositions sur les matières contenues dans le traité de l'Union européenne, soit parce que celui-ci le prévoit expressément, soit parce qu'elle l'estime nécessaire.
On considère que la Commission dispose du droit d'initiative en vue de jouer pleinement son rôle de gardienne des traités et de l'intérêt général.

## Origine du monopole d'initiative de la Commission
L'octroi du monopole d'initiative à la Commission trouve son origine dans l'expérience des commissions bilatérales franco-britanniques dont disposait Jean Monnet, à partir de décembre 1939, au début de la Seconde Guerre mondiale.
« Permettez-moi de rappeler la « raison d’être » de la création de la Commission, cette Institution tout à fait originale.
L’expérience des commissions bilatérales franco-britanniques entre les deux guerres mondiales avait inspiré à Jean Monnet l’idée que la coopération intergouvernementale entre les administrations de deux pays n’était pas suffisante, et qu’il fallait confronter les autorités politiques à des propositions de solution émanant d’une autorité indépendante disposant de l’expertise et de la légitimité suffisantes pour identifier le bien commun » – Le 23 novembre 2004. José Manuel Barroso, président de la Commission européenne.

## Importance capitale du monopole d'initiative
Le droit d'initiative dépend des piliers de l'Union européenne :
- dans le premier pilier des Communautés européennes, il est exclusif car le principe est que le Conseil ne décide que « sur proposition de la Commission », afin que toute initiative s'inscrive dans un cadre cohérent ;
- dans les deuxième et troisième piliers, il est partagé avec les États membres dans les domaines de la politique étrangère et de sécurité commune (PESC) ainsi que dans certaines matières relevant de la Coopération policière et judiciaire en matière pénale (CPJP).

Le droit communautaire représente entre 60 et 70 % des nouveaux textes législatifs dans un État membre comme la France.
Dans les autres cas, le rôle de la Commission se résume à transformer en actes juridiques les obligations assumées par la Communauté européenne sur le plan international (traités internationaux), à proposer des « actes dus » en vertu du traité ou du droit dérivé, et à donner suite aux demandes de législation émanant du Conseil, du Parlement européen, des États membres et de l'ensemble des parties prenantes (opérateurs économiques, syndicats, ONG…).
Le processus très complexe de préparation amont des textes et de consultation des parties prenantes utilise très largement les techniques de communication par l'internet.

## Monopole d'initiative et principe de subsidiarité
Le projet de traité constitutionnel européen prévoyait un « test d'efficacité » pour l'intervention de la Communauté européenne dans les domaines qui ne relèvent pas de sa compétence exclusive : ainsi, la Communauté, et par conséquent la Commission au moment de la présentation de sa proposition, doit justifier que l'action proposée ne peut être réalisée de manière suffisante au niveau du droit national, et, donc, peut être mieux réalisée au niveau communautaire.

## Controverse
Le monopole d'initiative de la Commission européenne fait l'objet d'une controverse. Selon Jean-Pierre Chevènement par exemple, le monopole d'initiative empêche l'instauration d'un véritable débat démocratique :
« La paralysie politique de la démocratie a été institutionnalisée : du processus de décision complexe et opaque qui régit les institutions communautaires, aucun intérêt général européen ne peut émerger. Si l'on revient au texte des traités, c'est la Commission qui est censée définir cet intérêt général. Mais au nom de quoi une « expertocratie » de six commissaires devenus vingt-cinq au fil des élargissements, pourrait-elle se substituer au débat démocratique ? Le monopole de la proposition qui lui a été attribué au départ signe par avance la négation de la liberté qui devrait appartenir aux gouvernements légitimement responsables devant leurs parlements et devant leurs peuples. Cet abus de pouvoir initial a été si bien compris que, désormais, chaque pays membre veut avoir un représentant au sein de la Commission. Le vice initial est ainsi démasqué. La Commission est devenue foire d'empoigne. Le despotisme éclairé de la Commission, mis à l'encan au fil des élargissements, est de plus en plus ressenti comme un arbitraire pur et simple (on l'a vu pour le projet de directive Bolkestein). Les derniers présidents de la Commission, Santer, Prodi, Barroso, ont illustré, chacun à sa manière, la décadence de celle-ci. »
Dominique Strauss-Kahn, président d'une table-ronde intitulée un projet pour l'Europe de demain, notait en mars 2004, dans un rapport remis au président de la Commission européenne, Romano Prodi :
« Aujourd'hui, la méthode Monnet est arrivée à épuisement. Le déséquilibre qu'elle a généré - des compétences politiques de plus en plus importantes confiées à une institution de nature technique - provoque une crise institutionnelle profonde : l'Union européenne est malade de son déficit démocratique. »

## Sources

### Sites internet
- Glossaire de l'Union européenne
- Information de MM. Barnier et Vitorino à la Convention européenne, sur le droit d'initiative de la Commission, 2002
- Rapport « À armes égales » de Bernard Carayon juillet 2006

## Compléments